# Pruská T 9.3
Stroje původně pruské řady T 9.3 určené pro dopravu vlaků na vedlejších tratích byly jedním z nejpočetnějších typů parní lokomotivy vyráběných v Německu. U německých říšských drah obdržely řadu 91³⁻¹⁸,²⁰. Po roce 1945 byly některé z nich jako řada 355.15 ČSD krátce provozovány i v Československu.

## Vznik a výroba

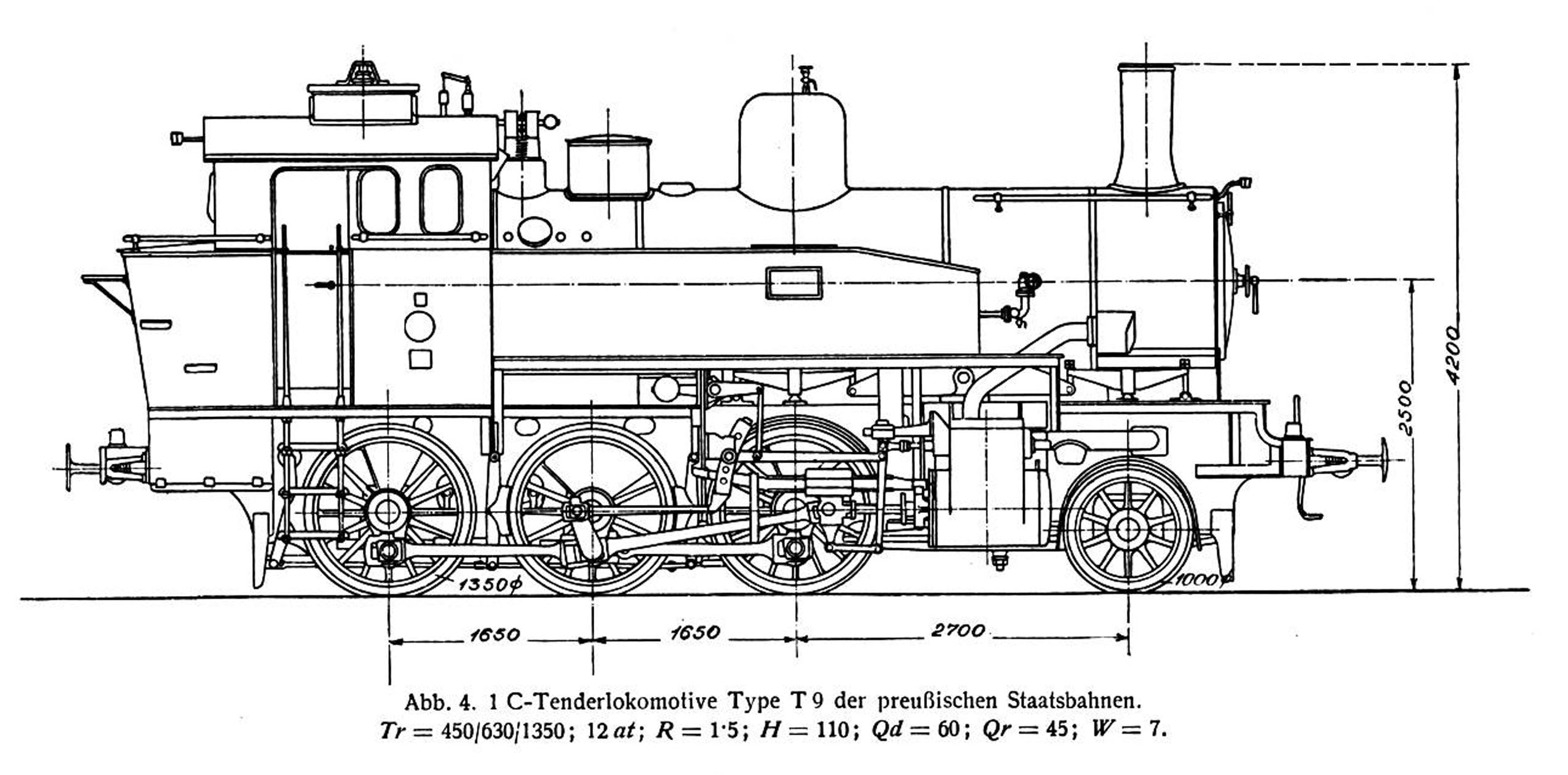
Typový náčrt lokomotivy T 9.3

Trojspřežky na mokrou páru této úspěšné konstrukce vycházely z nákladních tendrovek řady pr. T 9.2 (později u DR/DRG řada 91˙⁰⁻¹). První lokomotivu tohoto typu vyrobila pro pruskou železniční správu (KPEV) v r. 1901 továrna Union Giesserei v Königsbergu (Královci). Celkem bylo do roku 1914 vyrobeno nejméně 2214 lokomotiv – z toho pro KPEV (resp. pro její samostatná ředitelství - KED)  to bylo podle různých pramenů 2055 až 2060 ks, 132 nebo 133 ks pro státní dráhy Alsaska-Lotrinska (pod německou správou), a ještě další pro jiné provozovatele v Německu i jinde.
Zavázání běhounu do Krauss-Helmholtzova podvozku místo původního provedení pojezdu podle Adamsovy koncepce výrazně zklidnilo chod za jízdy proti své předchůdkyni a umožnilo zvýšení maximální rychlosti až na 65 km/h. Touto rychlostí byla lokomotiva bez problémů schopna vést po rovině vlak 500 t těžký. Spolu s dalšími vylepšeními tak vznikl univerzální stroj dobře použitelný jak pro lehčí nákladní vlaky a posunovou službu, tak i pro vedení osobních vlaků na vedlejších a příměstských tratích.

## Provoz

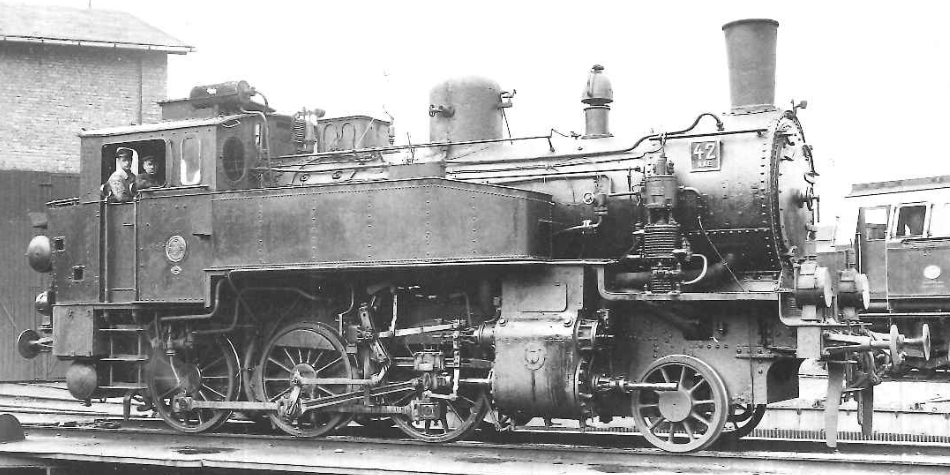
Až 3 lokomotivy řady T9.³ si v l.1904-38 pro své úseky bez ozubnice pořídila i soukromá Halberstadtsko-Blankenburgská dráha (HBE) v duryňském Harzu. Stroj č.42 "Präsident BALTZ" (Hohenzollern 2106/1907), už rekonstruovaný na přehřátou páru a vybavený Riggenbachovou protitlakou brzdou byl zachycen kolem roku 1940 v Blankenburgu. Po r. 1949 dostal u DR číslo 91 6576, zrušen byl r. 1967

Nepříliš vzhledná reprezentantka pruské lokomotivní školy původního označení T 9.3 byla díky účelné konstrukci oblíbená pro své provozní vlastnosti. K přesunu strojů z traťové služby na pomocné výkony a k jejich vyřazování ale docházelo již od poloviny 30. let v souvislosti s jejich náhradami za modernější, výkonnější a provozně úspornější lokomotivy na přehřátou páru, ve větší míře pak až po roce 1945 a po nástupu nových trakcí. Nadbytečné stroje říšské dráhy pronajímaly a prodávaly pro posun do průmyslových podniků. Několik jich ještě bylo přestavěno na přehřátou páru (DR řada 91˙⁶⁵). Některé z nich tak vydržely ve službě přes 70 let.

## Rozšíření působišť v důsledku válečných událostí

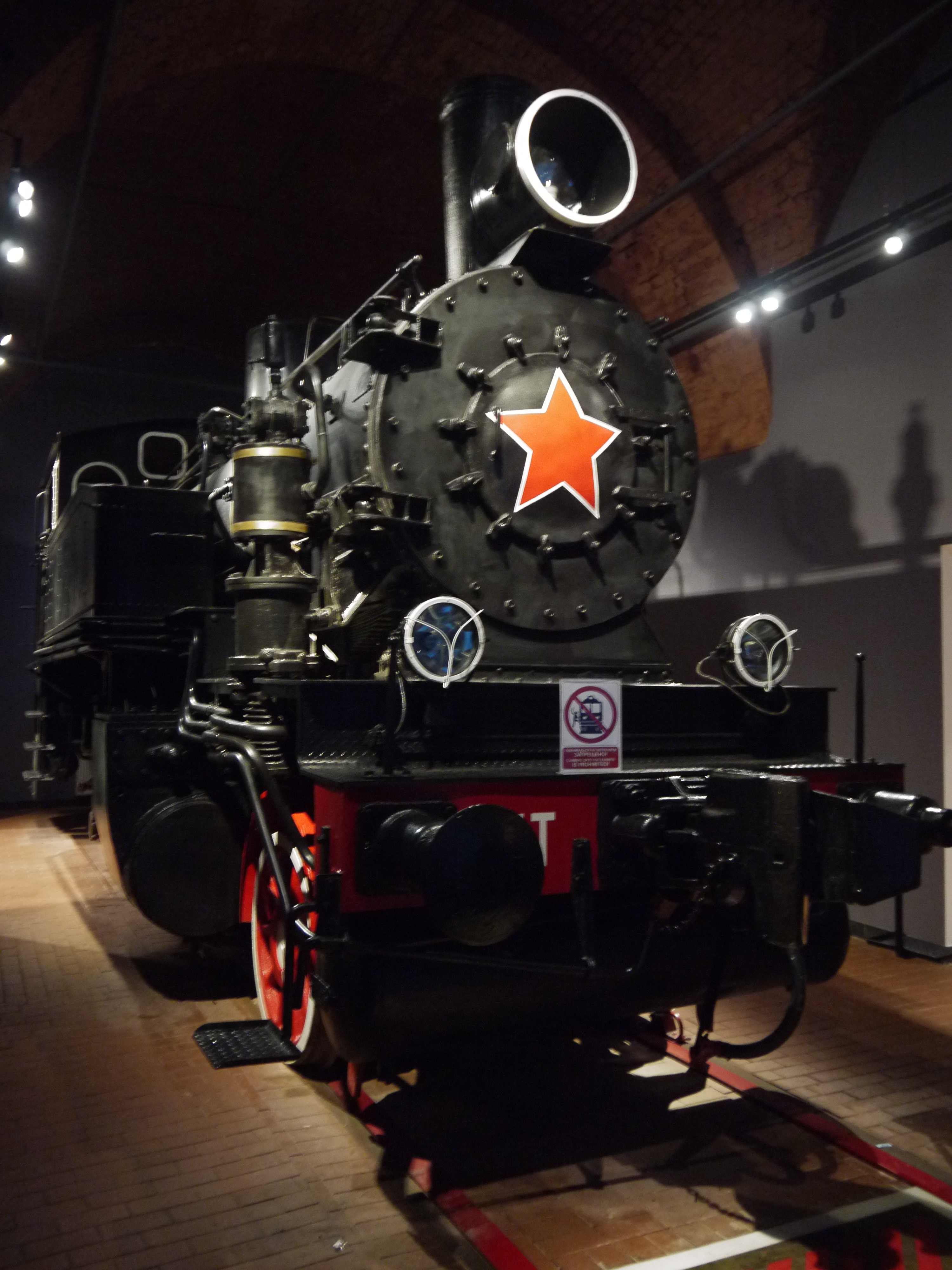
Původně pruská lokomotiva řady T9³ (KED Halle 7083), pak 91 1708 říšských drah, nakonec po přerozchodování na 1524 mm jako trofejní TT 1770 SŽD je exponátem petrohradského železničního muzea

Po 1.světové válce došlo k přerozdělení lokomotiv mezi středoevropské železnice: v Německu zůstalo 1503 ks od KPEV (po r. 1925 u DRG čísla  91 303 až 1805), spolu s 10 mírně odlišnými stroji řady T9 Württemberských drah (kotel se 203 trubkami a tlakem zvýšeným na 13 at, u DRG obdržely čísla  91 2001 až 2010). Další kusy provozovaly jiné zemské dráhy a privátní subjekty (později postupně obsadily interval čísel 91 1806 až 1844). Ostatní získalo Polsko (nejvíce - 320 ks, řada TKi3 PKP), Belgie (řada 93 SNCB), Francie, Litva, Lotyšsko a další.
Během 2.světové války se většina zbývajících lokomotiv dostala zpět do německých rukou, po r. 1945 pak došlo k jejich novému přerozdělení. Železniční správy nástupnických německých států si k r.1949 udržely 230 ks (DR, vyřazeny do r. 1971) + 350 ks (DB, vyřazeny do r. 1964). K PKP se vrátilo 247 ks (poslední vyřazena 1982); z nich 59 ks bylo v l. 1951-59 přestavěno na parní akumulační řady TKi3b (‘b‘ jako ‘bezogniowy’). 6 ks zůstalo i u ÖBB (řada 691, vyřazeny do r. 1957). Neznámý počet se jich jako trofejní nebo reparace dostal do SSSR (řada TT u SŽD, zpravidla přestavěny na ruský široký rozchod).

## Provoz v Česku
Říšské dráhy nasadily po r. 1939 lokomotivy řady  91˙³⁻¹⁸ i v okupovaných Sudetech, převážně na Moravě.  U ČSD jich zůstalo po r. 1945 nebo bylo zavlečeno několik desítek, většina neprovozních. Z toho 20 strojů bylo, přinejmenším administrativně, dočasně přečíslováno na řadu 355.1500 až 519 a spolu s nepřečíslovanými využíváno v poválečném provozu, mj. na tratích v působnosti dep Šumperk, Hanušovice, Suchdol n. O., a pro posun na Ostravsku. Stroje byly do začátku 50. let vráceny do Polska a Německa nebo předány do SSSR.

## Zachované lokomotivy
| Výrobce, v. č./rok     | Provoz                                                                                 | Místo                                                | Stav                   | Zdroj                |
| ---------------------- | -------------------------------------------------------------------------------------- | ---------------------------------------------------- | ---------------------- | -------------------- |
| Henschel 6128/1902     | KED Erfurt č. 1815, býv. KED Erfurt 7260, DRG 91 319, Georgsmarienhütte „5“            | zastávka Münster-Gremmendorf (DE)                    | pomník                 | [ 5 ]                |
| Jung 576/1902          | KED 1883 pak KED 7312, DRG 91 397, SŽD TT-397                                          | muzeum St. Petersburg -Šušary (RU)                   | není známo             | [ 7 ]                |
| Schichau 1184/1901     | KED Magdeburg 1863, DRG 91 406, NME "1", papírny Finsko (1524 mm, 1949-1963)           | BEM - Bayerisches Eisenbahnmuseum Nördlingen (DE)    | pomník                 | [ 8 ] [ 9 ]          |
| Henschel 6358/1903     | KED St.Johann-Saarbrücken č.1964, KED Saarbrücken 7318, Rumunsko (191x-1966)           | SHEPN Moers-Rheinkamp [D] (DE)                       | vrak                   | [ 10 ]               |
| Hohenzollern 1592/1903 | KED Frankfurt 7265, PKP TKi3-2, průmysl 8002, DRG 91 936, PKP TKi3-2, hutě Poroja (PL) | Deutsches Techniksmuseum Berlin (DE)                 | neprovozní             | [ 11 ] [ 12 ] [ 13 ] |
| Hohenzollern 1593/1903 | KED Elberfeld 2118, DRG 91 449, PKP TKi3‑26, žel.opravny Oleśnica                      | Muzeum Kolejnictwa na Śląsku Jaworzyna Śląska (PL)   | neprovozní             | [ 12 ] [ 13 ]        |
| O&K 2717/1908          | KED Kattowitz 7348, PKP TKi 3-171, DRG 91 617, PKP TKi 3-94, PKP TKi3b-48              | MEM - Museumeisenbahn Minden (DE)                    | rekonstrukce, provozní | [ 14 ]               |
| Union 1652/1908        | KED Posen 7247, PKP TKi3-87, DRG 91 1041, PKP TKi3-87, bramborárna Luboń (PL)          | Jarocina (PL)                                        | pomník                 | [ 15 ]               |
| Union 1751/1909        | KED Danzig 7382, PKP TKi3-228, DRG 91 719, PKP TKi3-137, cukrovar Rejowiec             | Skierniewice (PL)                                    | neprovozní             | [ 12 ]               |
| Jung 1738/1912         | KED Frankfurt 7394, PKP TKi3-295, DRG 91 896II, PKP TKi3-295;                          | Sächsische Eisenbahnmuseum Chemnitz-Hilbersdorf (DE) | neprovozní             | [ 16 ] [ 17 ]        |
| Union 2061/1913        | KED Danzig 7224, DRG 91 1708                                                           | MEM, Minden (DE), t.č. dílny MaLoWa Benndorf         | neprovozní             |                      |
| Union 2049/1913        | KED Posen 7326, DRG 91 1696, PKP TKi3‑119, huť Varšava                                 | Muzeum Kolejnictwa Warsawa (PL)                      | neprovozní             | [ 18 ]               |
| Jung 1935/1913         | KED Halle 7083, DRG 91 1770, SŽD TT-1770                                               | muzeum St. Petersburg (RU)                           | neprovozní             | [ 17 ]               |
| Union 2110/1914        | KED Osten 7336, DRG 91 1790, PKP TKi3‑120                                              | Ostrów Wielkopolski (PL)                             | pomník                 | [ 12 ]               |

Vysvětlivky
1. ↑  KED -„Königlichen Eisenbahndirektion“ - v Prusku byla železniční síť po roce 1885 organizována ve 20 do velké míry samostatných oblastních železničních ředitelstvích, vč. vlastní evidence lokomotiv